# 779 (szám)
A 779 (római számmal: DCCLXXIX) egy természetes szám, félprím, a 19 és a 41 szorzata.

## A szám a matematikában
A tízes számrendszerbeli 779-es a kettes számrendszerben 1100001011, a nyolcas számrendszerben 1413, a tizenhatos számrendszerben 30B alakban írható fel.
A 779 páratlan szám, összetett szám, azon belül félprím, kanonikus alakban a 191 · 411 szorzattal, normálalakban a 7,79 · 102 szorzattal írható fel. Négy osztója van a természetes számok halmazán, ezek növekvő sorrendben: 1, 19, 41 és 779.
A 779 négyzete 606 841, köbe 472 729 139, négyzetgyöke 27,91057, köbgyöke 9,20123, reciproka 0,0012837. A 779 egység sugarú kör kerülete 4894,60135 egység, területe 1 906 447,227 területegység; a 779 egység sugarú gömb térfogata 1 980 163 187,0 térfogategység.